# Ichneumon zelotypus
Ichneumon zelotypus är en stekelart som beskrevs av Cresson 1867. Ichneumon zelotypus ingår i släktet Ichneumon och familjen brokparasitsteklar. Inga underarter finns listade i Catalogue of Life.